# انقلاب 1980 في غينيا بيساو
في 14 نوفمبر 1980، وقع انقلاب غبر دموي في غينيا بيساو، بقيادة رئيس الوزراء الجنرال جواو برناردو فييرا. أدى ذلك إلى عزل الرئيس لويس كابرال، الذي شغل المنصب منذ عام 1973، بينما كانت حرب استقلال غينيا بيساو لا تزال مستمرة. علاوة على ذلك، أدى الانقلاب إلى التخلي عن الوحدة المقترحة لغينيا بيساو مع الرأس الأخضر، إحدى دول غرب أفريقيا اللوزوفونية (Lusophone). انفصل فرع الرأس الأخضر للحزب الأفريقي لاستقلال غينيا والرأس الأخضر (الحزب الحاكم في كلا البلدين) وتشكل الحزب الأفريقي لاستقلال الرأس الأخضر الجديد في يناير 1981 بقيادة أريستيد بيريرا، رئيس الرأس الأخضر والأمين العام السابق للحزب الأفريقي لاستقلال غينيا والرأس الأخضر.
أعلن الجنرال فييرا عن إنشاء المجلس الثوري، الذي سيمارس جميع السلطات التنفيذية والتشريعية في البلاد. في نهاية المطاف، نشأ صراع على السلطة بين فييرا وفيكتور سايد ماريا، رئيس الوزراء ونائب رئيس المجلس الثوري، العضو المدني الوحيد في الهيئة، حيث تم إجبار الأخير على النفي في البرتغال في مارس 1984. بعد شهرين. صدر دستور جديد، أعلن فييرا رئيسا وأعاد البلاد إلى الحكم المدني.
فييرا نفسه أُطيح به في حرب غينيا بيساو الأهلية ونفي إلى البرتغال في يونيو 1999، لكنه عاد إلى البلاد في 2005 وانتُخب مرة أخرى للرئاسة، وشغل المنصب حتى اغتياله على يد مجموعة من الجنود في 2 مارس 2009.